# Recensement des États-Unis de 1910
Le recensement des États-Unis de 1910 est un recensement de la population lancé en 1910 le 15 avril aux États-Unis qui comptaient alors 92 228 496 habitants.